# L'ultimo Eden
L'ultimo Eden (Moana) è un documentario del 1926, diretto da Robert J. Flaherty.

## Trama
Girato a Safune, villaggio dell'isola di Savai'i, nell'arcipelago delle Samoa, il documentario illustra la vita quotidiana degli abitanti, seguendoli nella caccia, pesca, raccolta, piccole attività artigianali (tessitura, costruzione di utensili).
La figura principale è il primogenito maschio Moana, che, nella seconda parte, si sottopone ad un lungo tatuaggio, rituale di iniziazione, attraverso il dolore, alla virilità e al successivo matrimonio.

## Produzione
È il primo dei tre documentari girati da Robert J. Flaherty nei Mari del Sud, per una major hollywoodiana, in questo caso la Paramount Pictures, sull'onda dell'interesse suscitato da Nanuk l'esquimese. È anche l'unico su cui il regista ebbe il controllo totale. Nei successivi, anche a causa dello scarso successo di Moana egli infatti sarebbe stato affiancato da registi ritenuti più adatti ad incontrare i gusti del pubblico (W. S. Van Dyke e Friedrich Wilhelm Murnau).
Come riferito nell'introduzione, la realizzazione del film richiese al regista e alla sua famiglia un lungo soggiorno di due anni nell'isola di Savai'i. La comunicazione con la popolazione locale fu resa possibile dall'aiuto della nipote del capo Seumanutafa, distintosi in occasione dell'uragano Apia (1889) e amico intimo e consigliere di Robert Louis Stevenson. Per la prima volta fu utilizzata in un lungometraggio una pellicola pancromatica, allo scopo di far meglio risaltare le tonalità scure dei corpi degli indigeni.
John Grierson critico, produttore e regista, coniò, per questo film il termine documentario, a segnalare l'incontro tra l'istanza informativa (il resoconto di viaggio), e quella narrativa dell'industria hollywoodiana.

## Critica
Considerato da Goffredo Fofi un “film esemplare e affascinante, lirico e riguardoso, splendidamente fotografato sulla vita e le opere di un giovane polinesiano”,, il film dovette, probabilmente, il suo scarso successo alla natura del materiale trattato. La bellezza dei luoghi, l'armoniosa convivenza con la natura delle popolazioni indigene, mal si prestavano ad introdurvi l'elemento drammatico della lotta dell'uomo per la sopravvivenza, che aveva costituito il fulcro narrativo e il principale elemento di interesse del precedente Nanuk l'esquimese.